# Jutta Kaddatz
Jutta Kaddatz (* 25. Januar 1953 in Berlin) ist eine deutsche ehemalige Politikerin (CDU). Sie war von 2011 bis 2020 Bezirksstadträtin im Berliner Bezirk Tempelhof-Schöneberg. Bis 2016 bekleidete sie zusätzlich das Amt der stellvertretenden Bezirksbürgermeisterin.

## Berufliche Laufbahn
Jutta Kaddatz wuchs in Berlin-Neukölln auf und absolvierte ein Lehramtsstudium an der Pädagogischen Hochschule Berlin in Lankwitz. Ab 1975 war sie als Lehrerin an der Nahariya-Grundschule in Berlin-Lichtenrade tätig, an der sie auch ihr zweites Staatsexamen absolvierte.
1990 wechselte sie als Konrektorin an die damalige Ludwig-Heck-Grundschule nach Berlin-Mariendorf und übernahm schließlich 1997 im selben Ortsteil die Schulleitung der Schätzelberg-Grundschule.
Kaddatz wechselte 2004 als Projektleiterin in die Berliner Senatsverwaltung für Bildung, Jugend und Sport und wurde 2007 zur Schulrätin ernannt.
Ab 2010 fungierte sie als Länderberichterstatterin im Schulausschuss der Kultusministerkonferenz zum Thema Ganztag.

## Politik
Jutta Kaddatz trat 1989 in den Ortsverband der CDU Lichtenrade ein und war ab 1995 Mitglied der Bezirksverordnetenversammlung Tempelhof. Nach der Berliner Verwaltungsreform 2001 zog sie in die Bezirksverordnetenversammlung des neuen Bezirks Tempelhof-Schöneberg ein.
Für die CDU-Fraktion war sie Mitglied im Schulausschuss, im Hauptausschuss sowie im Ausschuss für Integration. Zudem war sie Vorsitzende des Jugendhilfeausschusses und schließlich stellvertretende Fraktionsvorsitzende der CDU. 2007 schied sie aus der Bezirksverordnetenversammlung aus.
Jutta Kaddatz wurde nach den Berliner Wahlen 2011 zur Bezirksstadträtin für Bildung, Kultur und Sport von Tempelhof-Schöneberg gewählt. Zudem übernahm sie das Amt der stellvertretenden Bezirksbürgermeisterin.
Bei den Wahlen 2016 trat sie im Bezirk als Spitzenkandidatin der CDU an und kandidierte für das Amt der Bezirksbürgermeisterin, unterlag jedoch der Amtsinhaberin Angelika Schöttler (SPD) deutlich.
Nachdem die CDU aufgrund des Wahlergebnisses einen Stadtrat-Posten verlor, kandidierte Kaddatz beim Kreisparteitag der CDU Tempelhof-Schöneberg am 11. November 2016 gegen den amtierenden Baustadtrat Daniel Krüger und setzte sich in einer Kampfabstimmung durch. Am 16. November 2016 wurde sie schließlich durch die Bezirksverordnetenversammlung zur Bezirksstadträtin für Bildung, Kultur und Soziales gewählt.
Als Vertreterin Berlins gehörte sie dem Ausschuss für Soziales, Jugend und Familie des Deutschen Städtetages an.
Innerhalb ihrer Partei war sie als Bezirksstadträtin qua Amt Mitglied im Kreisvorstand der CDU Tempelhof-Schöneberg sowie im Vorstand des Ortsverbandes Lichtenrade.
Aufgrund der rechtlichen Stellung als Wahlbeamtin, verlängerte die Bezirksverordnetenversammlung am 13. Dezember 2017 die Amtszeit von Kaddatz, die ihre gesetzliche Altersgrenze im Januar 2018 erreicht hätte, bis zum Ende der laufenden Wahlperiode, somit bis spätestens 2021.
Aus persönlichen Gründen gab sie jedoch im Dezember 2019 bekannt, ihr Amt vorzeitig aufzugeben. Mit Ablauf des 31. Januar 2020 schied sie schließlich aus dem Bezirksamt aus. Nachfolger wurde am 19. Februar 2020 der Bezirksverordnete Matthias Steuckardt.
Jutta Kaddatz war über viele Jahre Parteitagsdelegierte auf Kreis- und Landesebene. Im Dezember 2018 war sie zudem Delegierte des Bundesparteitags der CDU, der über die Nachfolge Angela Merkels als Bundesvorsitzende entschied und schließlich Annegret Kramp-Karrenbauer zur neuen Parteichefin wählte.
Seit dem 25. Februar 2020 ist Jutta Kaddatz Ehrenvorsitzende des CDU-Ortsverbandes Lichtenrade.

## Privates
Jutta Kaddatz ist seit 1975 verheiratet, hat eine Tochter und zwei Enkelkinder.
Sie ist weiterhin sozial engagiert und Vorsitzende des Bezirksverbands Tempelhof des Unionhilfswerks.